# Stockwell Day
Stockwell Burt Day Jr. (Barrie, 16 de agosto de 1950) es un político canadiense retirado que ejerció como líder de la oposición de 2000 a 2001, al ser líder del partido Alianza Canadiense.
Nacido en Ontario, Day empezó su carrera política en Alberta, donde fue electo a la asamblea legislativa de la provincia y encabezó varios ministerios bajo el gobierno del premier Ralph Klein. Ingresó a la política nacional al candidatarse al liderazgo de la recientemente formada Alianza Canadiense, un partido político conservador, sucesor del Partido Reformista de Preston Manning. Day derrotó a Manning, a pesar de no poseer un escaño en el parlamento. Ingresó a la Cámara de los Comunes meses después, al ganar una elección complementaria en Columbia Británica, de esta forma se convirtió de forma oficial en el líder de la oposición.
Day enfrentó al primer ministro liberal Jean Chrétien en las elecciones de 2000, pero fue derrotado. La Alianza solo ganó 66 escaños, no pudiendo superar la división que existía en la derecha canadiense en ese entonces, debido a que el Partido Conservador Progresista aún se mantenía con vida bajo el liderazgo de Joe Clark. Además, la Alianza no supo expandirse fuera del oeste del país, ganando muy pocos escaños en provincias importantes del este, como Ontario.
Luego de las elecciones, el liderazgo de Day fue duramente criticado, siendo él prontamente despojado de dicho cargo para eventualmente ser reemplazado por Stephen Harper, quien fusionó la Alianza con el Partido Conservador Progresista en 2003, lo que creó el Partido Conservador de Canadá. Luego de que Harper sea electo primer ministro en 2006, Day encabezó varios ministerios durante su gobierno y fue visto como una de las principales voces del conservadurismo social dentro del partido, hasta que decidió retirarse de la política en 2011.